# Квадратурно-фазова модуляція

Сигнальне сузір'я КФМ.

Квадрату́рно-фа́зова модуля́ція (КФМ) (англ. QPSK - quadrature phase-shift keying) — один з видів фазової модуляції, який використовується для передачі цифрового сигналу.
При КФМ існують чотири точки на сузір'ї аналогового сигналу, кожній з яких відповідають два біти цифрового сигналу.
Зокрема, даний тип модуляції використовується при кодуванні сигналу WCDMA та HSDPA каналів системи мобільного зв'язку UMTS та сигналу цифрового телерадіомовлення DVB.
Кожна пара бітів вхідного цифрового сигналу розділяється надвоє (перетворення з серійного потоку в паралельний) і відображається на двомірній площині сигнального сузір'я. Перший та другий біти відображаються на I та Q гілках, відповідно. Бінарний 0 відображається як реальна величина +1, а бінарна 1 — як величина -1.